# Stardust (film, 2020)
Pour les articles homonymes, voir Stardust.
Pour plus de détails, voir Fiche technique et Distribution.
Stardust est un film britannique coécrit et réalisé par Gabriel Range, sorti en 2020. Il s'agit de la biographie centrée sur David Bowie, se focalisant sur la genèse du personnage fictif et alter-ego du chanteur Ziggy Stardust.
Malgré la pandémie de Covid-19, il est présenté dans plusieurs festivals, en 2020, comme le festival international du film de San Diego et le festival international du film de Rome.

## Synopsis
En 1971, David Bowie vit une période charnière de sa carrière. Alors qu'il réalise son premier voyage aux États-Unis, il rencontre son publiciste pour Mercury Records, Ron Oberman. Ce dernier le pousse à imaginer un personnage. Ce sera donc Ziggy Stardust, que le chanteur utilise notamment pour l'album The Rise and Fall of Ziggy Stardust and the Spiders from Mars.

## Fiche technique
Sauf indication contraire, les informations mentionnées dans cette section peuvent être confirmées par la base de données cinématographiques IMDb,  présente dans la section « Liens externes ».
- Titre original : Stardust
- Réalisation : Gabriel Range
- Scénario : Christopher Bell et Gabriel Range
- Musique : Anne Nikitin
- Décors : Mauro de Souza
- Costumes : Julia Patkos
- Photographie : Nicholas D. Knowland
- Montage : Chris Gill
- Production : Matt Code, Nick Taussig et Paul Van Carter

Production associée : Julie Strifler et Natalie Urquhart
Production déléguée : Christopher Figg, Saskia Thomas et Robert Whitehouse
- Sociétés de production : Salon Pictures et Wildling Pictures
- Sociétés de distribution : IFC Films (États-Unis), Elevation Pictures (Canada)
- Budget : n/a
- Pays d'origine :  Royaume-Uni
- Langue originale : anglais
- Format : couleur
- Genre : drame musical et biographique
- Durée : 104 minutes
- Dates de sortie[2] :
  - États-Unis : 16 octobre 2020 (festival international du film de San Diego)
  - Italie : 16 octobre 2020 (festival international du film de Rome)
  - Canada : 27 novembre 2020
  - Royaume-Uni : 15 janvier 2021 (vidéo à la demande)
  - France : 23 juin 2021 (vidéo à la demande)

## Distribution
- Johnny Flynn : David Bowie
- Marc Maron : Ron Oberman
- Jena Malone : Angie Bowie
- Anthony Flanagan : Dr Reynolds
- Lara Heller : Jemima
- Roanna Cochrane : Charlotte Banks
- Jorja Cadence : June Bolan
- Brendan J. Rowland : Tony Visconti
- Olivia Carruthers : Peggy

## Production
Fin janvier 2019, le film est annoncé. Les rôles principaux sont annoncés dans la foulée : le rôle de David Bowie sera tenu par Johnny Flynn, alors que Jena Malone jouera le rôle de sa première femme, Angie.
En janvier 2019, en pleine annonce du projet, Duncan Jones, le fils de David Bowie, s'oppose publiquement au film et déclare notamment : « Je ne dis pas que le film ne va pas se faire, je n'en saurais rien honnêtement. Je dis juste qu'en l'état, ce film ne comportera aucun des morceaux de papa, et je n'imagine pas que cela puisse changer. Si le public veut voir un biopic sans la musique de l'artiste ni l'autorisation de sa famille, libre à lui ». En effet, les producteurs de Stardust ne pourront utiliser dans le film que des reprises faites par David Bowie.
Le tournage débute en juin 2019.